# Philodendron phlebodes
Philodendron phlebodes är en kallaväxtart som beskrevs av George Sydney Bunting. Philodendron phlebodes ingår i släktet Philodendron och familjen kallaväxter.

## Underarter
Arten delas in i följande underarter:
- P. p. kermesinum
- P. p. phlebodes